# تشوي جونغ وون (ممثلة مواليد 1969)
تشوي جونغ وون (بالكورية: 최정원)‏ هي ممثلة كورية جنوبية، ولدت يوم 2 أغسطس 1969 في سول في كوريا الجنوبية.

## روابط خارجية
- لا بيانات لهذه المقالة على ويكي بيانات تخص الفن

لم يتم العثور على روابط لمواقع التواصل الاجتماعي.